# EverJazz
Джаз-клуб «EverJazz» — это первый джаз-клуб, появившийся в Екатеринбурге (в 2009 году). В настоящее время расположен на ул. Тургенева, 22.

## О клубе
Первый официальный джаз-клуб в Екатеринбурге открылся 19 марта 2009 года Центре GURU (ул. Репина, 22).
До этого предпринимались неоднократные и безуспешные попытки организации подобного заведения, поэтому открытие площадки оказалось важным и значимым событием для самобытной уральской джазовой школы. В сентябре 2010 года у клуба появилась собственная площадка в кафе «Дом кино».
«Бывало, звучит самое проникновенное, задушевное соло Сергея Проня, — вспоминает один из продюсеров клуба Алексей Глазырин, — но тут, перекрывая музыку, начинает работать автомат для колки льда — кто-то заказывает коктейль… Джаз все-таки требует особой атмосферы. Тут не подойдут ни большой пафос в духе заведения премиум-класса, ни демократизм паба. Давно уже хотелось иметь свой дом, где всё будет на своих местах и как нужно — и общая атмосфера, и бар, и акустика».
EverJazz способствует развитию и популяризации джаза на Урале, организует гастроли мировых звезд джаза и участвует в создании новых бэндов: в частности, благодаря джем-сейшнам родились группы «ALL JAZZ квартет» и «No name JazzBand».

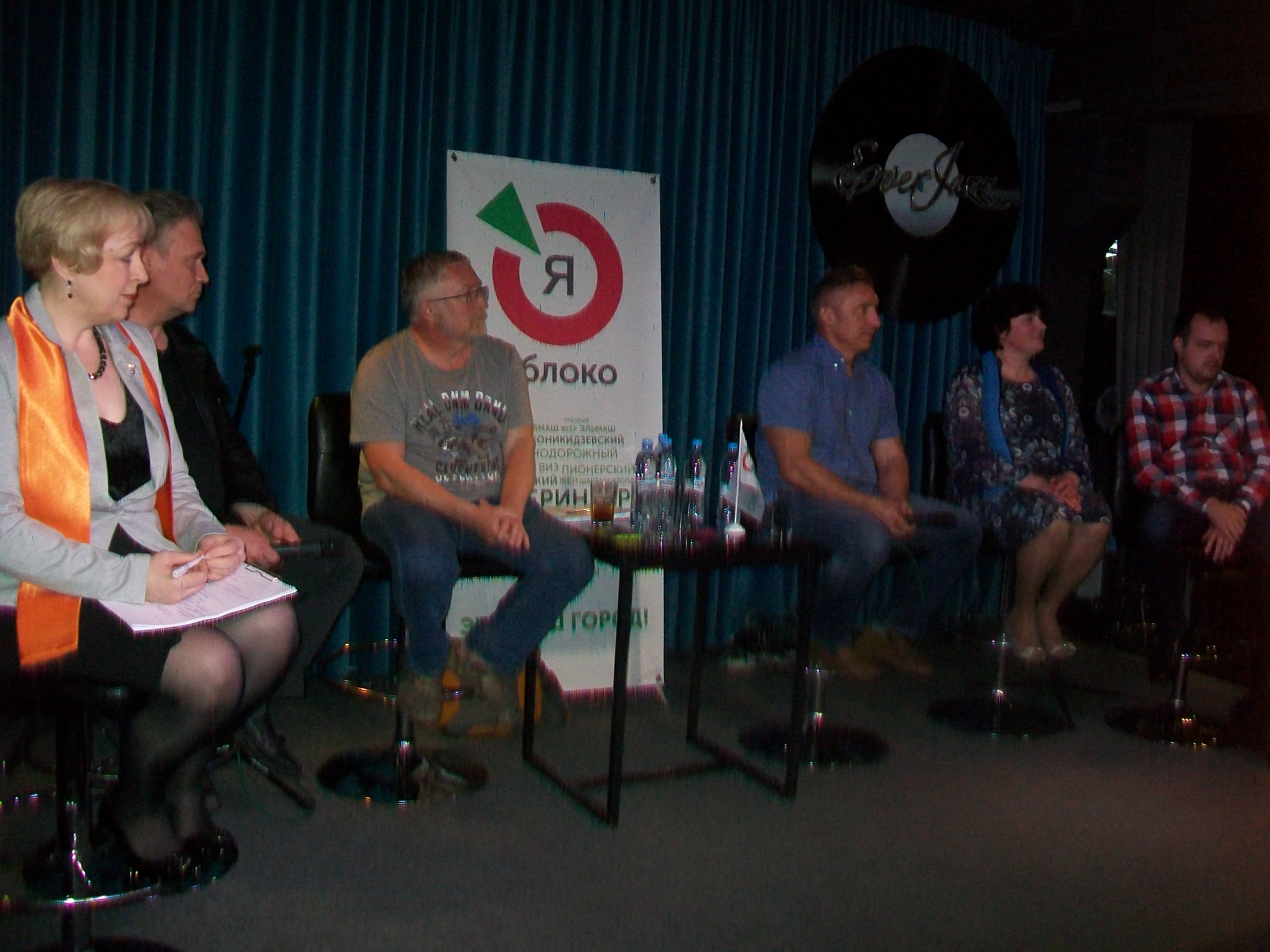
В клубе иногда проводятся политические ток-шоу. На фото — дебаты партии «Яблоко» 13 июня 2018 г.

## Деятельность
Помимо концертов в джаз-клубе проходят другие мероприятия: это джем-сейшены, проект «Кино и джаз», интеллектуальные игры («мафия»), танцевальные вечеринки (милонга, буги-вуги и рок-н-ролл), благотворительные концерты и open-air концерты.

### КиноДжаз
«КиноДжаз» — проект, в котором объединяются 2 вида искусства. Слияние этих жанров началось в эпоху «немого кино», когда музыка должна была заглушать работу кинопроектора. Сейчас музыка в кинотеатре звучит исключительно для создания особой атмосферы.
До марта 2013 года Джаз-клуб EverJazz находился в кафе «Дом кино», что способствовало культурной значимости проекта «КиноДжаз».

### Благотворительные концерты
EverJazz является организатором благотворительных концертов в МОУ Детский дом № 4 для музыкально-одаренных детей.

## Резиденты
На сцене клуба выступают как мировые звезды джаза, так и уральские музыканты.

Резиденты и исполнители:
- ALL JAZZ квартет (г. Екатеринбург)
- Blues Encore (г. Екатеринбург)
- Moby J (г. Екатеринбург)
- Scotch 'n' Beer Band (г. Екатеринбург)
- Адам Клиппл (Adam Klipple)
- Алвон Джонсон (Alvon Jhonson) (США)
- Биг-бэнд Виталия Владимирова (г. Екатеринбург)
- Борис Саволделли (Boris Savoldelli) (Италия)
- Григорий Файн (г. Москва)
- Дейв Лёмьё и бэнд «Хаус оф соул» (Dave LeMiex and House of Soul) (США)
- Дениз Таймз (Denise Thimes)
- Джим Битти (Jim Beatty)
- Квартет Давида Голощекина (г. Санкт-Петербург)
- Квартет Сергея Проня (г. Екатеринбург)
- Квинтет «Зеленая волна» (г. Москва)
- Коллектив David Orchestra (г. Екатеринбург)
- Николас Бирд (Nikolas Bearde)
- Хоронько-оркестр (г. Санкт-Петербург)
- Трио Дениса Галушко (г. Екатеринбург)
- Трио Миши Пятигорского (США)
- Уральский диксиленд (г. Челябинск)
- Флавиа Энне Брада (Flavia Enne Brada) (Бразилия)
- Шанна Уотерестаун (Shanna Waterstown) (США)
- Шарль Паси (Charles Pasi) (Франция)
- Шарон Кларк (Sharon Clark) (США)
- Шэрон Льюис (Sharon Lewis) (США)